# Église Saint-Porchaire de Saint-Porchaire
L'église Saint-Porchaire est une église située à Saint-Porchaire, dans le département français de la Charente-Maritime en région Nouvelle-Aquitaine.

## Historique
Ce sanctuaire date essentiellement des XIIe et XVe siècles. Si la façade garde sa structure romane, il s'agit dans l'ensemble d'un édifice de style gothique flamboyant. À l'intérieur se trouve un retable à baldaquin datant du XIXe siècle. On peut également y voir des traces de fresques datant de la seconde moitié du XIXe siècle et le caveau des seigneurs de la Roche-Courbon.
L'église Saint-Porchaire se compose d'une nef unique formant quatre travées, terminée par un chevet plat d'une seule travée. L'ensemble est bordé par deux chapelles latérales, bâties au sud. L'une d'elles supporte le clocher rectangulaire, percé de fenêtres ogivales à meneaux, et est flanquée d'une sacristie. La première travée de la nef conserve les traces d'un édifice plus ancien, et se distingue du reste de l'édifice, notamment par la structure archaïque de la croisée d'ogives et par des chapiteaux procédant de l'esprit roman. Les trois autres travées de la nef, le chœur et la chapelle latérale sont le produit d'une reconstruction entamée au XVe siècle, dans le style gothique flamboyant. Ce style, assez inhabituel dans la région, se retrouve dans le remplage des baies (en particulier la grande baie du chevet) et par des voûtes à liernes. Les baies sont ornées de vitraux colorés datant du XIXe siècle.
L'église est inscrite au titre des monuments historiques par arrêté du 7 juin 1933.

## Galerie

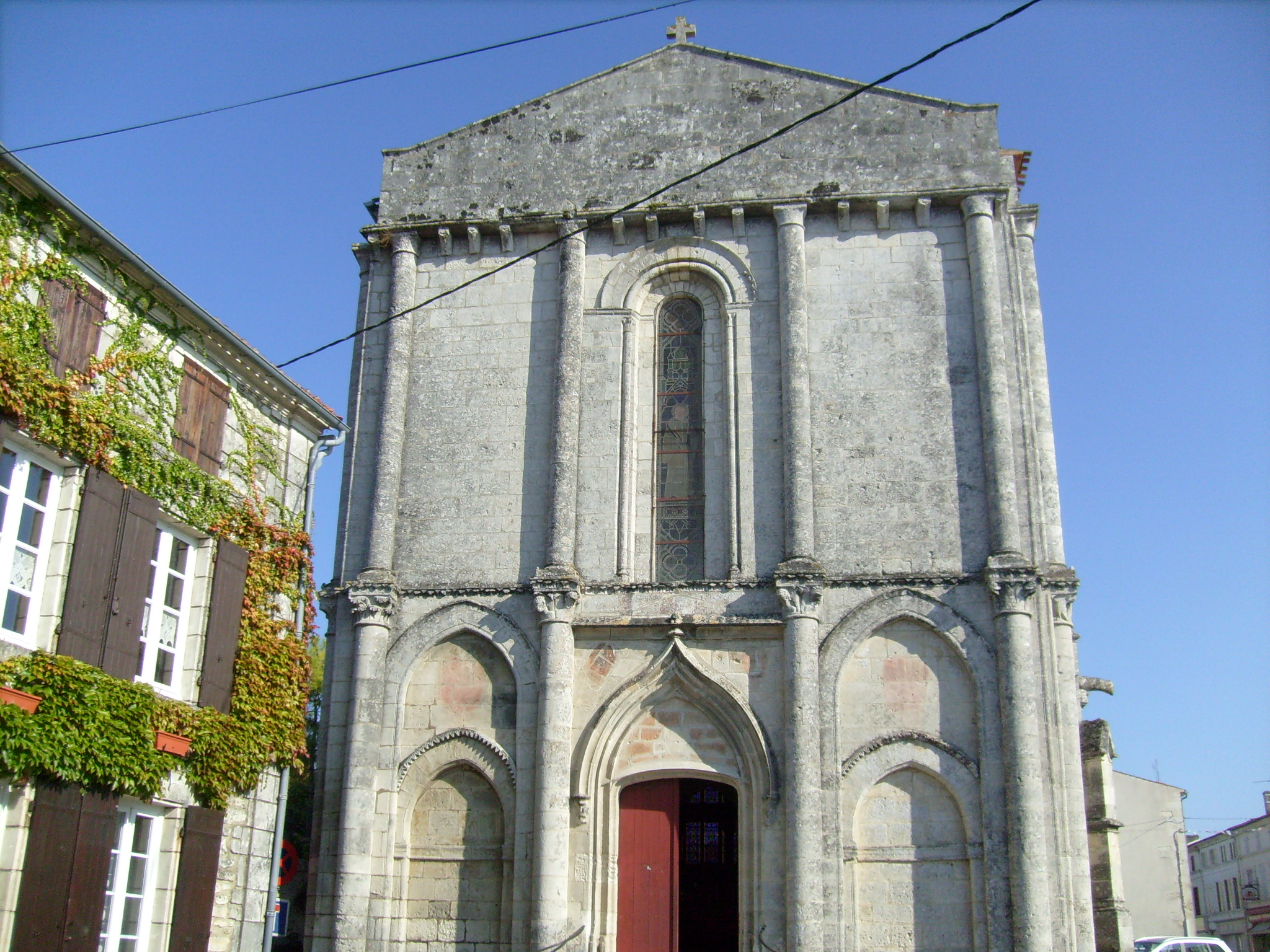
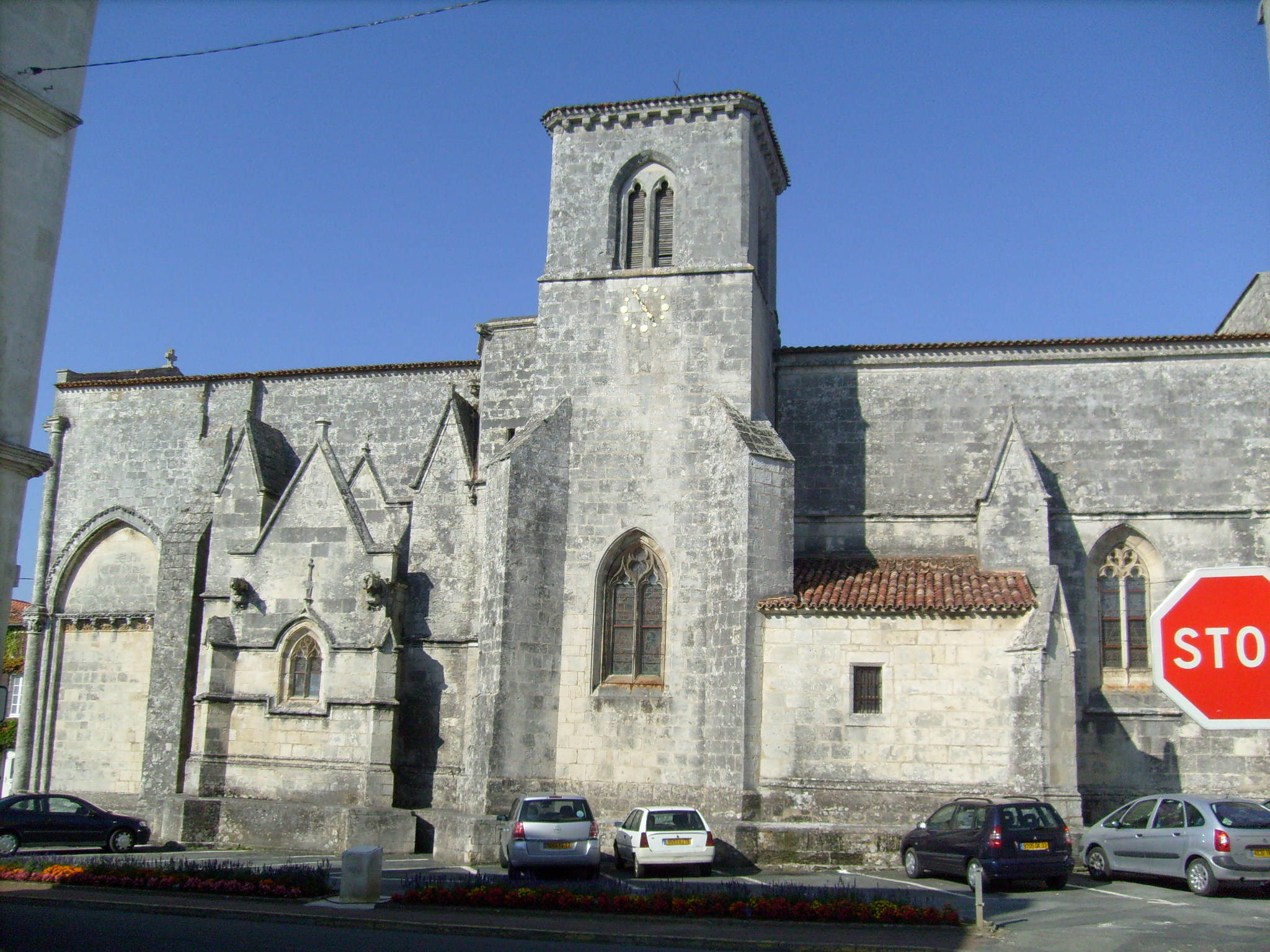
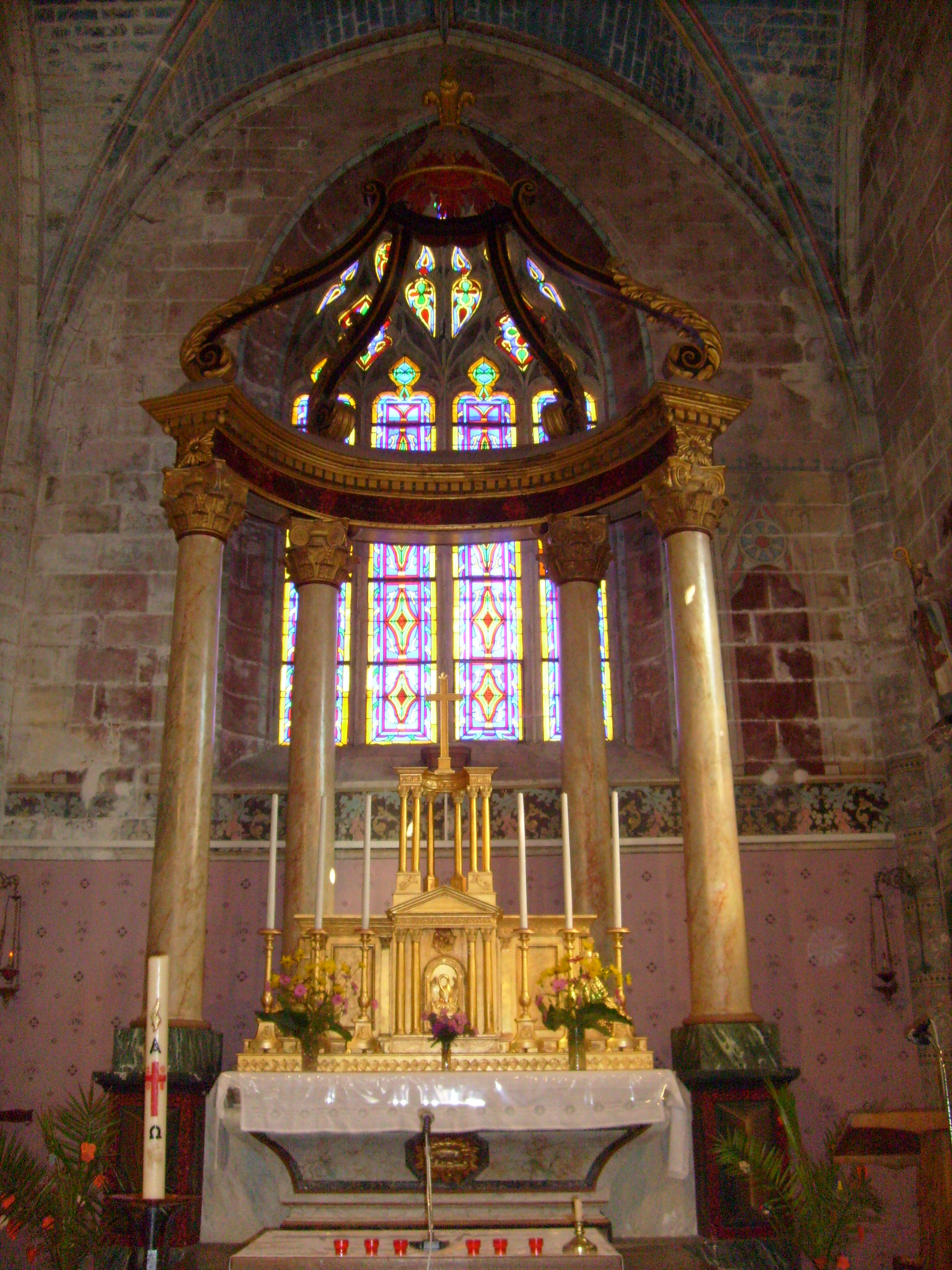